# 一汽总医院
一汽总医院 (英語：First Hospital of Jilin University)创立于1953年，是一所集医疗、科研、教学、预防、保健、康复为一体的大型综合三级甲等医院，位于中华人民共和国吉林省长春市绿园区东风大街2643号，总建筑面积6.6万平方米，拥有床位800余张，职工1332余人。

## 历史沿革
一汽总医院1993年被评定为三级甲等医院，2000年经教育部批准成为吉林大学第四医院，是吉林大学非直属附属医院。

## 科室设置
吉林大学第一医院拥有临床科室29个，医技科室8个。